# Desley Ubbink
Desley Ubbink (* 15. Juni 1993) ist ein niederländischer Fußballspieler.

## Karriere
Desley Ubbink begann seine Karriere im Jahr 2012 in seinem Heimatland beim RKC Waalwijk, für die er allerdings keine Partie absolvierte. 2014 wechselte er nach Kasachstan zum FK Taras. Im Sommer 2015 wurde der Niederländer von dem kasachischen Erstligisten Schachtjor Qaraghandy verpflichtet.